# Cephaloxynum capito
Cephaloxynum capito är en skalbaggsart som först beskrevs av Leconte 1880.  Cephaloxynum capito ingår i släktet Cephaloxynum och familjen kortvingar. Inga underarter finns listade i Catalogue of Life.